# Диегетический звук

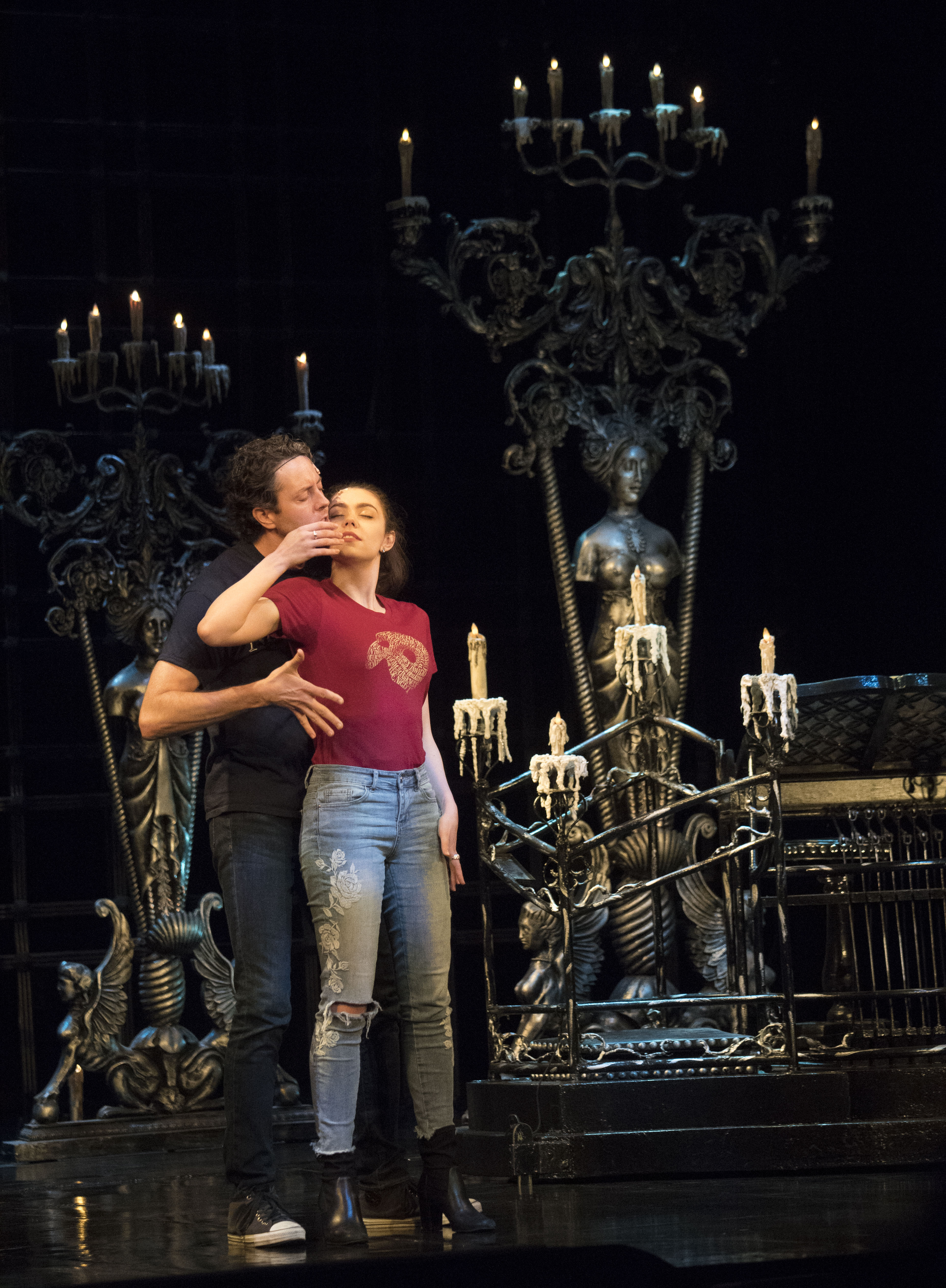
"Внутри Бродвея" - "Создаем волшебство" с "Призраком оперы", 2018; Грег Миллс (слева) и Кейли Энн Ворхис (справа)

Диегетический звук (от др.-греч. διήγησις — повествование) — это звук, источник которого принадлежит миру, сконструированному внутри экранного произведения (кино, видеоигра, телепередача и др.). В данную категорию входят: речь персонажей, звуки окружающей среды, музыка, источник которой находится в мире произведения. Источник диегетического звука не всегда должен находиться в кадре, таким образом, можно сказать, что диегетический звук — тот звук, который могут услышать персонажи экранного произведения.

## Диегетический анализ звука
Кристиан Мец называет понятие «диегезис» одним из центральных для киносемиологии и определяет его как «совокупность фильмической денотации: сам рассказ, но также и пространство и время вымысла, задействованные в этом рассказе, а также персонажи, пейзажи, события и другие повествовательные элементы, рассматриваемые с точки зрения денотации». Таким образом диегетический анализ звука — анализ, рассматривающий звук в связи с его соотношением с происходящим внутри экранного пространства. Разделение экранного звука на категории по диегетическому принципу конвенционально, основано на принятии того, что источником звучания могут быть различные пространства: пространство экранного действия (диегезис), реальное пространство, в котором пребывает зритель-слушатель (экстрадиегезис), вымышленное пространство (семидиегезис), субъективное ментальное «пространство» персонажей (метадиегезис).
В рамках диегетического анализа звука выделяются следующие категории звуков: диегетическая, недиегетическая (экстрадиегетическая), метадиегетическая, семидиегетическая (полудиегетическая), трансдиегетическая.

### Диегетический звук
Диегетический звук направлен на создание реалистичного акустического впечатления, когда характеристики звука (тембр, громкость, реверберация и т. д.) имитируют реальное звучание. Диегетический звук можно разделить на две категории: внутрикадровый и закадровый. Внутрикадровый диегетический звук направлен на информативное раскрытие мира показанного в кадре. Закадровый диегетический звук направлен на расширение субъективно воспринимаемых границ этого мира. Он призван описывать и давать информацию о том, что непосредственно не представлено на экране.

### Недиегетический звук
Недиегетический звук (экстрадиегетический) — звук предназначенный для воздействия только на зрителя. К этой категории относятся: закадровая музыка, закадровый голос рассказчика, специальные звуковые эффекты. Закадровый голос направлен на комментирование происходящего внутри экранного мира специально для зрителя, предоставляя ему необходимую информацию. Экстрадиегетическая музыка призвана создавать эмоциональное воздействие: создание напряжения, подчеркивание драматичность ситуации и т. д.

### Метадиегетический звук
Метадиегетический звук — звук, который демонстрирует зрителю аудиальное восприятие одного из героев экранного произведения. Примером метадиегетического звука может служить сцена высадки американских войск на побережье Нормандии из фильма С. Спилберга «Спасти рядового Райана» (1998), в которой после контузии главного героя звук становится приглушённым, имитируя субъективное восприятие человека при контузии. Приём метадиегетического звука демонстрирует ненормативные состояния персонажей экранного действия: сны, галлюцинации, состояния измененного сознания и пр.

### Семидиегетический звук
Семидиегетический звук (полудиегетический) — приём, который призван подчёркивать некоторые внутрикадровые явления. Несмотря на то, что они, как и диегетические звуки, воспроизводятся синхронно с визуальным рядом, им свойственно яркое нарочитое отличие от естественных звуков (изменение тембра, громкости и т. д.) Так, например, семидиегетическими являются преувеличенные звуки ударов в боевиках 1980—1990-х годов, эффектные взрывы и выстрелы, звуки экранной магии и пр.

### Трансдиегетические звуки
Трансдиегетические звуки — категория игрового аудио-сопровождения. Эти звуки направлены на информирование игрока, который находится в реальном мире, из диегетического пространства. Примером могут служить случаи, когда игровой персонаж говорит что-либо, обращаясь при этом к игроку, с целью информирования его о какой-либо ситуации.